# Castell Aberlleiniog
Castell Aberlleiniog är ett slott i Storbritannien.   Det ligger i kommunen Isle of Anglesey och riksdelen Wales, i den sydvästra delen av landet, 300 km nordväst om huvudstaden London. Castell Aberlleiniog ligger 25 meter över havet. Det ligger på ön Anglesey.
Terrängen runt Castell Aberlleiniog är platt åt nordväst, men åt sydost är den kuperad. Havet är nära Castell Aberlleiniog åt nordost.Runt Castell Aberlleiniog är det ganska glesbefolkat, med 45 invånare per kvadratkilometer. Närmaste större samhälle är Bangor, 8,0 km söder om Castell Aberlleiniog. 